# Leonor de Inglaterra
Leonor de Inglaterra (Castelo de Domfront, 13 de outubro de 1162 — Burgos, 25 de outubro de 1214) foi princesa da Inglaterra e rainha de Castela.
Filha de Henrique II de Inglaterra e Leonor da Aquitânia, era irmã de Ricardo I e João, ambos reis da Inglaterra. Em 1187, ela e seu esposo fundaram o Mosteiro de Las Huelgas em Burgos onde ambos estão sepultados.

## Matrimónio e descendência
Casou em Tarazona com Afonso VIII de Castela, em 1170.

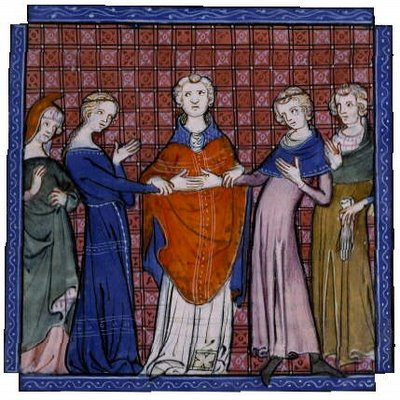
Representação do noivado de Afonso e Leonor.

Teve pelo menos 10 filhos:
- Berengária de Castela (1 de junho de 1179/80-8 de novembro de 1246), rainha consorte de Afonso IX de Leão, regente de Castela em nome de seu irmão Henrique, rainha de Castela em 1217 após a morte deste, abdicou do trono de Castela em favor de seu filho Fernando III de Leão e Castela;[4]
- Sancho (5 de abril de 1181-9 de julho de 1181), morreu aos três meses de idade;[5]
- Sancha (1182-1184);[6]
- Urraca de Castela (1186-2 de novembro de 1220), rainha consorte de Afonso II de Portugal;[7]
- Branca de Castela (Palência, 4 de março de 1188-Melun, 1252), rainha consorte de Luís VIII de França e fundadora do Mosteiro de Maubisson da Ordem de Cister;[8]
- Fernando (Cuenca, 29 de novembro de 1189-Madrid, 14 de outubro de 1211);[9]
- Mafalda (Placência, 1191-Salamanca 1204);[10]
- Leonor de Castela (c. 1190-1244), rainha consorte de Jaime I de Aragão;[11]
- Henrique I de Castela (14 de abril de 1204-26 de maio de 1217), que lhe sucedeu no trono, casou com D. Mafalda, infanta de Portugal;[12]
- Constança (?-1243), senhora do Mosteiro de Las Huelgas em Burgos.[13]

## Ancestrais

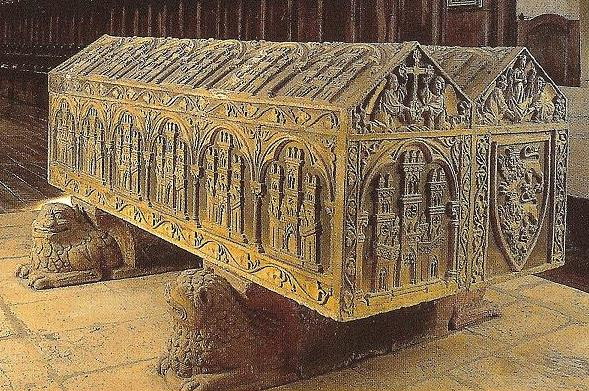
Túmulos de Afonso VIII e Leonor no Mosterio de las Huelgas